# Elmar Wepper
Elmar Wepper (ur. 16 kwietnia 1944 w Augsburgu, zm. 31 października 2023 w Monachium) – niemiecki aktor filmowy, teatralny i telewizyjny.

## Życie i kariera
Elmar Wepper urodził się w Augsburgu, dorastał w Monachium. Po maturze studiował literaturę i teatrologię. Jego występy telewizyjne obejmują przede wszystkim seriale: Komisarz, Nasze najpiękniejsze lata i Dwóch ludzi z Monachium w Hamburgu. Od lat 80. znany był także z dubbingowania głosu Mela Gibsona.
Wepper dużą rozpoznawalność zyskał w 2008 roku dzięki głównej roli w filmie Hanami – Kwiat wiśni w reżyserii Doris Dörrie. Kreacja ta przyniosła mu m.in. Europejską Nagrodę Filmową dla najlepszego aktora.
Był kibicem Bayernu Monachium.
Elmar Wepper zmarł 31 października 2023 roku w wieku 79 lat. Był młodszym bratem aktora Fritza Weppera.

## Nagrody
- 2008: Bawarska Nagroda Filmowa (najlepszy aktor)[5]
- 2008: Niemiecka Nagroda Filmowa (najlepszy aktor)[6]
- 2019: Bawarska Nagroda Filmowa (wraz z bratem Fritzem za całokształt twórczości)[7]

## Wybrana filmografia
- 1969: Komisarz, jako Erwin Klein
- 1970: Motyle nie płaczą, jako Werner Engelmann
- 1977: Komisariat Policji nr. 1, jako Helmut Heinl
- 1979: Rolnik milioner, jako Andreas Hartinger
- 1983: Nasze najpiękniejsze lata, jako Raimund Sommer
- 1984: Die Wiesingers, jako dr Alfred Wiesinger
- 1985: Fajne wakacje, jako Rudi Koch
- 1989: Dwóch ludzi z Monachium w Hamburgu, jako dr Ralf Maria Sagerer
- 1990: Cafe Europa, jako Reithmeyer
- 1994: Nasza szkoła jest najlepsza, jako Harald Schönauer
- 1994: Dwóch braci, jako Peter Thaler
- 2000: Raz się żyje, jako Karl Ziegler
- 2001: Kosmiczne zoo, jako dr Franz Daxenberger
- 2001: Lammbock, jako ojciec Becker
- 2004: W razie wątpliwości, z miłości, jako Rainer Maria Beerlitz
- 2005: Matylda kocha, jako Hannes Schwab
- 2005: Wielka powódź, jako Paul Döbbelin
- 2005: Rybak i jego żona, jako pan Wagenbach
- 2007: Ożenię się z moją żoną, jako Werner Wallner
- 2007: Walcz o sprawiedliwość, jako Wolters
- 2008: Hanami – Kwiat wiśni, jako Rudi
- 2010: Adel Dich, jako Wendolin „Wendel” Overmann
- 2010: Zaniosę Cię na koniec świata, jako Horst Hagen
- 2011: Księżyc w trzeciej kwadrze, jako Hartmut Mackowiak
- 2014: Wszystko jest miłością, jako Martin
- 2017: Lommbock, jako pan Becker
- 2018: Zieleńsza nie będzie, jako Schorsch Kempter
- 2019: Kwiaty wiśni i demony, jako Rudi